# New Super Mario Bros.
Vous lisez un « bon article » labellisé en 2011.
Cet article concerne le jeu sur Nintendo DS. Pour le jeu sur Wii, voir New Super Mario Bros. Wii.
New Super Mario Bros. (New スーパーマリオブラザーズ, Nyū Sūpā Mario Burazāzu) est un jeu vidéo de plates-formes édité et développé par Nintendo sur Nintendo DS. Il est sorti en Amérique du Nord et au Japon en mai 2006, puis en Australie et en Europe en juin 2006.
Le scénario du jeu est similaire à celui des autres jeux de plates-formes de la série Super Mario. Mario doit sauver la princesse Peach en combattant les sbires de Bowser. Il a pour cela accès à différents power-ups, comme le Méga Champi, la Fleur de Feu ou l'étoile d'invincibilité, chacun d'entre eux lui donnant des capacités différentes. Après avoir parcouru les huit mondes, pour un total de 80 niveaux, Mario doit vaincre Bowser Jr. puis Bowser pour finalement sauver Peach.
New Super Mario Bros. a été très bien reçu par la presse spécialisée, bien que certaines critiques aient regretté la simplicité du jeu et ses similitudes avec les épisodes précédents. Il a recueilli de nombreuses récompenses, dont celles du « Jeu du Mois » de la part de Game Informer et d'EGM et l'Editors' Choice Award de GameSpot et IGN. Au Japon, le jeu a battu le record de ventes au démarrage pour un jeu sur Nintendo DS. Dans le monde entier, il s'est vendu à 30,80 millions d'exemplaires jusqu'en mars 2018, faisant de lui le jeu le plus vendu sur Nintendo DS et le vingt-quatrième jeux les plus vendus de tout les temps, derrière Tetris DX
Plusieurs suites sont sorties sur Wii, Nintendo 3DS et Wii U.

## Univers

### Trame
Le jeu débute par une cinématique nous montrant Mario et la princesse Peach se promenant dans les jardins du Royaume Champignon. Soudain, un énorme nuage noir se forme dans le ciel et de puissants éclairs frappent le château de la princesse Peach au loin, qui attire Mario. Mario se précipite donc vers son château mais Bowser Jr. profite de son absence, marche discrètement jusqu'à Peach sans qu'elle s'en aperçoive et kidnappe la princesse. Mario le poursuit, en vain. Le plombier s'aventure ensuite dans huit mondes différents à la poursuite de Bowser Jr. dans le but de sauver la princesse. Mario réussit à les rattraper et affronte Bowser Jr. de temps à autre, mais ne parvient pas à sauver la princesse des griffes du méchant Bowser. À la fin du premier monde, Bowser Jr. se retire dans un château où son père, Bowser, attend Mario sur un pont enjambant une fosse remplie de lave. Dans une scène rappelant fortement le jeu Super Mario Bros., Mario actionne un bouton derrière Bowser pour le vaincre, et le pont s'effondre sous les pieds de ce dernier, tombant ainsi dans la lave et laissant un squelette,.
Mario continue de poursuivre Bowser Jr. à travers les autres mondes avant d'atteindre le château de Bowser dans le huitième et dernier monde. Là, Bowser Jr. redonne vie au squelette de Bowser et crée ainsi Bowser Skelet, mais une fois de plus, Mario le bat et Bowser Skelet tombe dans une fosse. Bowser Jr. s'enfuit alors vers un plus grand château où il jette les os de son père dans un chaudron et lui redonne vie dans une forme géante. Ensemble, ils attaquent Mario en tandem mais ce dernier les fait tomber dans un ravin. Dans la séquence finale du jeu, Mario sauve la princesse Peach, qui l’embrasse sur la joue. Lors du générique de fin, on voit Bowser Jr. traîner son père, inconscient, sur le sol,.

## Système de jeu

### Généralités

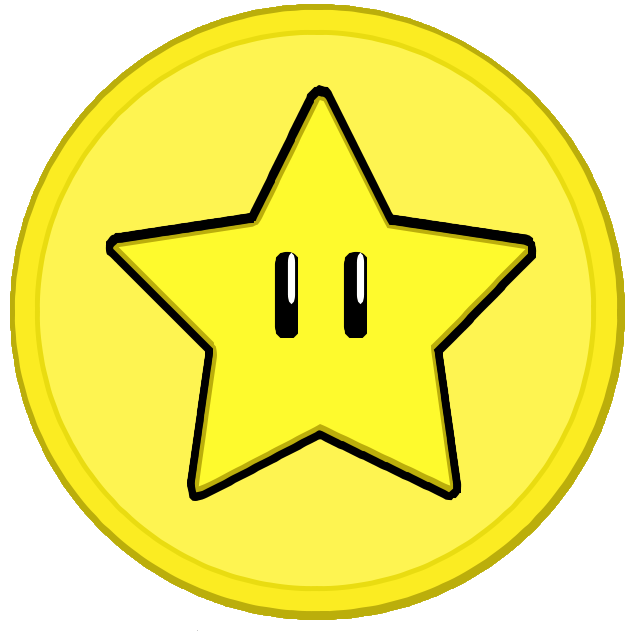
Représentation d'une des 240 pièces étoiles que doit ramasser Mario.

Alors que l'univers de New Super Mario Bros. est réalisé en 2D, les personnages et certains objets sont en 3D polygonale, résultant alors un effet en 2,5D qui simule l'infographie 3D,. Le joueur peut contrôler Mario, ou Luigi, si les touches L et R sont pressées simultanément lors du chargement d'un fichier de sauvegarde. Similaire aux précédents jeux Mario, le héros peut collecter des pièces, écraser les ennemis et casser des blocs. La plupart des capacités de Mario des précédents jeux en 3D sont présents, comme le saut mural, le triple saut ou l'attaque-rodéo de Super Mario 64. Les ennemis des jeux précédents, comme Flora Piranha et Bowser. Jr. de Super Mario Sunshine font leur retour.
Un total de 80 niveaux sont répartis en huit mondes différents, représentés sur l'écran tactile inférieur de la Nintendo DS affichant la carte du monde visitée. Cette carte sélectionnée par le joueur apparaît sur l'écran supérieur de la console et est utilisé pour naviguer entre les différents niveaux de ce monde. Certains d'entre eux nécessitent des moyens spécifiques d'accès, comme terminer un niveau de boss tout en utilisant le mini-champignon. Un niveau est terminé lorsque Mario a atteint le drapeau noir situé à la fin du parcours. À la fin de chaque monde, un boss doit être vaincu avant d'accéder au monde suivant.
Il y a trois médailles étoiles dans chacun des 80 niveaux du jeu, ce qui constitue un total de 240 médailles. Une fois ces objets obtenus, Mario peut se rendre à la Maison Toad pour acheter des vies ou des articles. Ces médailles étoiles peuvent également déverrouiller des zones secrètes et des chemins cachés sur la carte du monde. Mario peut rencontrer sur son chemin des signes de médailles étoiles, qui, une fois après avoir payé le nombre de médailles étoiles indiqués, permettent d'ouvrir des zones où le joueur pourra sauvegarder la partie.

### Pouvoirs
Dans New Super Mario Bros., Mario dispose de six pouvoirs. Il est possible de mettre un pouvoir en réserve lorsque Mario en dispose déjà d'un, cette faculté vient de Super Mario Bros..
- Super Champignon : Un champignon rouge permettant à Mario de devenir Super Mario. Il peut casser des bloc de briques sous cette forme.
- Fleur de Feu : Une fleur rouge et jaune permettant à Mario de lancer des boules de feu.
- Super Étoile : Une étoile rendant Mario invincible durant un temps limité.
- Mini Champignon : Un petit champignon bleu qui donne à Mario une taille minuscule. Il peut sauter plus haut, courir sur l'eau et passer dans des passages étroits, mais perdra une vie au moindre contact.
- Carapace Koopa : Une carapace bleue que Mario peut porter, lui permettant de se protéger s`il se baisse, de faire des glissades s'il court pendant quelques secondes ainsi que de nager plus vite.
- Méga Champignon : Un gros champignon orange qui donne à Mario une taille colossale pour un temps limité. Il est invincible et peut tout détruire (tuyaux compris). Des Champignon 1-UP peuvent apparaître selon les dégâts qu'il a fait.
- Champignon 1up : Un champignon vert qui donne à Mario des vies supplémentaires. Ils peuvent apparaître quand Mario est sous l'effet du Méga Champignon selon les dégâts qu'il a causé.

### Mode multijoueur et mini-jeux
Le mode multijoueur permet à deux joueurs de s'affronter l'un contre l'autre en contrôlant respectivement Mario et Luigi dans cinq niveaux au choix. Le but est d'obtenir un nombre prédéfini de Grandes Étoiles. Les joueurs peuvent s'attaquer mutuellement afin de voler des étoiles à l'adversaire. Par exemple, sauter sur l'adversaire lui fera perdre une étoile tandis que l'attaque rodéo en fait perdre trois. Si l'un des joueurs perd une vie, il perd une étoile.
New Super Mario Bros. contient également dix-huit mini-jeux se jouant seul et dix mini-jeux en mode multijoueurs. Certains de ces mini-jeux sont issus de Super Mario 64 DS et offrent dorénavant la possibilité de recommencer autant de fois que le joueur le souhaite et aussi de jouer en multijoueur. Les mini-jeux sont divisés dans les catégories Action, Puzzle, Carte et Divers.

## Développement
Plus de vingt ans après la sortie de Super Mario Bros., Nintendo a annoncé le 21 janvier 2006 que New Super Mario Bros. sortirait sur Nintendo DS le 7 mai 2006. Les nouveaux pouvoirs, comme le Méga Champi et la carapace bleue de Koopa, ont été révélés en même temps. Par la suite, Nintendo a mentionné que le jeu se jouerait en 2D mais utiliserait de la 3D pour créer un sentiment et une ambiance de 2,5D,. La sortie du titre a ensuite été retardée au 21 mai, puis avancée au 15 mai. Nintendo souhaitait sortir le jeu durant cette période pour coïncider avec le lancement de la Nintendo DS Lite, le 11 juin 2006.
Révélé pour la première fois à l'E3 2004, le jeu était jouable à l'E3 d'après, celui de 2005. Les concepteurs ont eu une marge de manœuvre beaucoup plus grande sur les graphismes de New Super Mario Bros. que sur ceux des précédents jeux Mario en 2D. Les personnages, ennemis et objets ont pu bénéficier d'animations bien plus détaillées, et n'ont pas eu besoin d'être dessinés à la main. La caméra est plus dynamique et se rapproche ou s'éloigne de l'action en fonction de la situation.
Au début du développement, les membres de l'équipe avaient prévu de ne pas rajouter de voix aux personnages pour rester dans l'esprit du premier Super Mario Bros., mais ils ont finalement changé d'avis. Bien que des voix était présentes dans les rééditions récentes des jeux Super Mario en 2D, il n'y en avait jamais eu dans un épisode inédit. Charles Martinet a, comme à l'accoutumée, doublé Mario et Luigi, tandis que la princesse Peach a été doublée par Nicole Mills, Bowser par Scott Burns et Bowser Jr. par Dolores Rogers. La bande son de New Super Mario Bros. a été composée par Asuka Ota et Hajime Wakai sous la direction de Koji Kondo, compositeur de la musique de Super Mario Bros.. La musique du jeu dicte son action ; les ennemis sautent et avancent en accord avec les sons. Le joueur peut donc, s'il connaît suffisamment la bande son, prédire les mouvements des ennemis – ce qui peut aider à franchir des zones inaccessibles sinon.
La liste suivante décrit l’équipe de développement du jeu :
- Producteur général : Takashi Tezuka
- Producteur : Hiroyuki Kimura
- Réalisateur : Shigeyuki Asuke
- Assistant réalisateur : Masahiro Imaizumi, Taku Matoba
- Map & Level Design : Masataka Takemoto, Yasuhisa Yamamura, Kosono Okina, Haruka Kakinuma, Shinya Hiratake
- Design Director : Masanao Arimoto
- Character Design : Daisuke Kageyama, Akiko Hirono, Hirohito Shinoda, Ryuji Kobayashi
- Field Design : Yasuyo Iwawaki, Miki Watanabe
- World Map Design : Taeko Sugawara, Hirotake Otsubo
- UI Design : Hidekazu Ota, Takahiro Hamaguchi
- Effects Design : Keijiro Inoue, Motoaki Fukuda, Sayaka Yano
- Chef programmeur : Toshihiko Nakago
- Programmation principale : Nobuhiko Sadamoto, Eiji Noto
- Réalisateur sonore : Koji Kondo
- Musique : Asuka Ota, Hajimi Wakai
- Programmation sonore : Taiju Suzuki
- Voix : Charles Martinet
- Superviseur : Shigeru Miyamoto
- Producteur exécutif : Satoru Iwata

## Accueil
New Super Mario Bros. est sorti en Amérique du Nord le 15 mai 2006, au Japon le 25 mai 2006, en Australie le 8 juin 2006 et en Europe le 30 juin 2006.

### Ventes
À l'époque de sa sortie, New Super Mario Bros. avait réalisé le meilleur démarrage pour un jeu Nintendo DS au Japon avec 900 000 exemplaires vendus en quatre jours,. Il a depuis été dépassé par Pokémon Diamant et Perle. C'est le vingt-sixième jeu le plus vendu au Japon en 2006. Au 8 octobre 2010, le jeu totalisait 4 001 347 d'unités vendues au Japon.
Aux États-Unis, 500 000 unités avaient été vendues durant les 35 premiers jours de commercialisation, et la barre du million a été franchie douze semaines après sa sortie. Dans ce même pays, il était le douzième jeu le plus vendu, et le deuxième sur Nintendo DS, au cours du mois de décembre 2008.
Dans le monde entier, cinq millions d'exemplaires s'étaient écoulées en avril 2008, et plus de dix-huit millions en mars 2009. Selon VG Chartz, en août 2011, le jeu s'était écoulé à 25,83 millions d'exemplaires dans le monde, faisant de lui le jeu le plus vendu sur Nintendo DS. Au 31 mars 2018, c'est le jeu le plus vendu sur Nintendo DS, avec 30,80 millions d'exemplaires vendus dans le monde.

### Critiques
New Super Mario Bros. a été acclamé par de nombreuses critiques, dont certaines ont estimé qu'il était le meilleur jeu sur Nintendo DS. Il a obtenu une moyenne de 89 % sur les deux principaux sites agrégateurs de notes, GameRankings et Metacritic,. GameZone a salué les fortes possibilités d'exploration offertes par le titre, et a affirmé que celui-ci réinventait le genre du jeu de plates-formes. Tom Bramwell d'Eurogamer a écrit « J'ai déjà fait ce genre de choses des centaines de fois, pendant des années et sur une douzaine de jeux Mario. Je continue à les aimer. ». Pour Jeuxvideo.com, « le gameplay s'enrichit de nouveautés bienvenues sans pour autant dénaturer ce qui faisait le charme des premiers opus », même si New Super Mario Bros. est jugé un peu trop facile et trop court. Même constat pour Gamekult, pour qui les quêtes annexes sont plus intéressantes que la quête principale. Bien que craignant que les joueurs expérimentés finissent le jeu en peu de temps, GameSpot a tout de même qualifié New Super Mario Bros. de jeu « carrément impressionnant », qui constituait un achat « absolument nécessaire ». GamesRadar+ a considéré que le jeu était une bonne affaire, puisque celui-ci inclut « un mode solo très solide, un mode deux joueurs simple mais excitant, et une collection de mini-jeux au stylet ».
Plusieurs testeurs se sont livrés à des comparaisons entre New Super Mario Bros. et leurs jeux Mario favoris. Bien que certains aient jugé que d'autres jeux de la série étaient meilleurs, la plupart restent satisfaits par l'expérience proposée par le nouvel épisode. Craig Harris, d'IGN, s'est montré très enthousiaste et a affirmé que New Super Mario Bros. était devenu son nouveau jeu de plates-formes favori, prenant la place de Super Mario World 2: Yoshi's Island. Quant à Mr. Marbles de GamePro, alors que Super Mario World et Super Mario Bros. 3 étaient ses jeux Mario en 2D favoris, celui-ci a déclaré que New Super Mario Bros. était devenu son troisième favori, et y a reconnu une rejouabilité plus importante qu'aux deux autres. Bien que le jeu apporte son lot de nouveautés comme le mode versus, Game Revolution est allé à contre-courant en posant la question « Mario pourra-t-il encore être nouveau ? ». Le titre a également déçu Greg Sewart de X-Play, pour qui il n'est pas à la hauteur des standard établis par ses prédécesseurs. Il le considère toutefois comme le meilleur jeu vidéo à défilement horizontal sur Nintendo DS.
Les graphismes du jeu et sa bande son ont été salués par de nombreux tests. Gamekult a fait valoir que le jeu était « de toute beauté », tandis que Jeuxvideo.com a souligné que les musiques donnaient « l'impression d'être chantés par des chœurs ». Le magazine Computer and Video Games a, lui, apprécié ce « bout admirablement bien conçu de […] Mario », tout comme les mini-jeux proposés, et a affirmé que la bande son était de très bonne qualité pour un jeu sur Nintendo DS. GameSpy a trouvé que les éléments 2D et 3D se mélangeaient à la perfection dans New Super Mario Bros.. 1UP.com a apprécié l'expérience que proposait le jeu dans sa globalité et a félicité Nintendo pour sa capacité à avoir créé encore une fois un jeu amusant et solide sur console portable. Ils ont cependant été déçus par le manque d'imagination de la part des développeurs.

### Récompenses
New Super Mario Bros. a reçu de nombreuses récompenses. Il a été élu Jeu du Mois par Game Informer et Electronic Gaming Monthly, et a reçu le label Editors’ Choice (« Choix de la Rédaction ») de la part d'IGN et de GameSpot. Le jeu a été désigné comme le meilleur jeu sur console portable aux Spike Video Game Awards 2006, le meilleur jeu sur Nintendo DS par GameSpot, et le meilleur jeu de plates-formes par X-Play et Nintendo Power. Le titre a enfin reçu la récompense du Meilleur jeu vidéo aux Teen Choice Awards 2006, du jeu Nintendo de l'année lors des Golden Joystick Awards 2006 et s'est classé à la trentième position de la liste, publiée par l'Official Nintendo Magazine, des 100 plus grands jeux Nintendo de tous les temps.